# Chiretolpis unicolor
Chiretolpis unicolor är en fjärilsart som beskrevs av Rothschild och Jordan 1901. Chiretolpis unicolor ingår i släktet Chiretolpis och familjen björnspinnare. Inga underarter finns listade i Catalogue of Life.